# Hedwig Lange

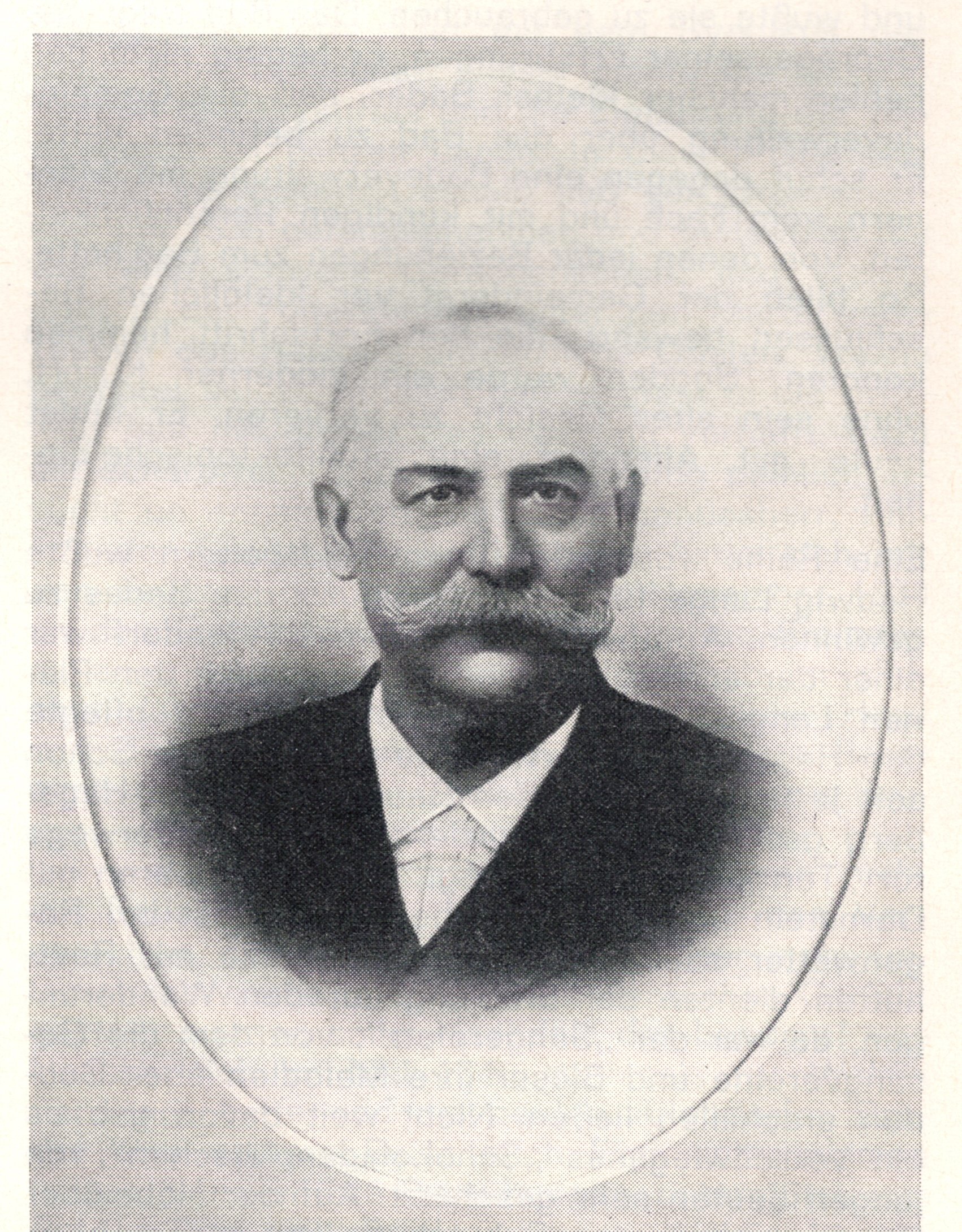
Hedwig Lange, Bürgermeister von Sooden von 1876 bis 1901

Hedwig Lange (* 15. Oktober 1840 in Sooden; † 27. September 1901 ebenda) war Bürgermeister in Sooden sowie Abgeordneter des Provinziallandtages der preußischen Provinz Hessen-Nassau.

## Leben und Wirken

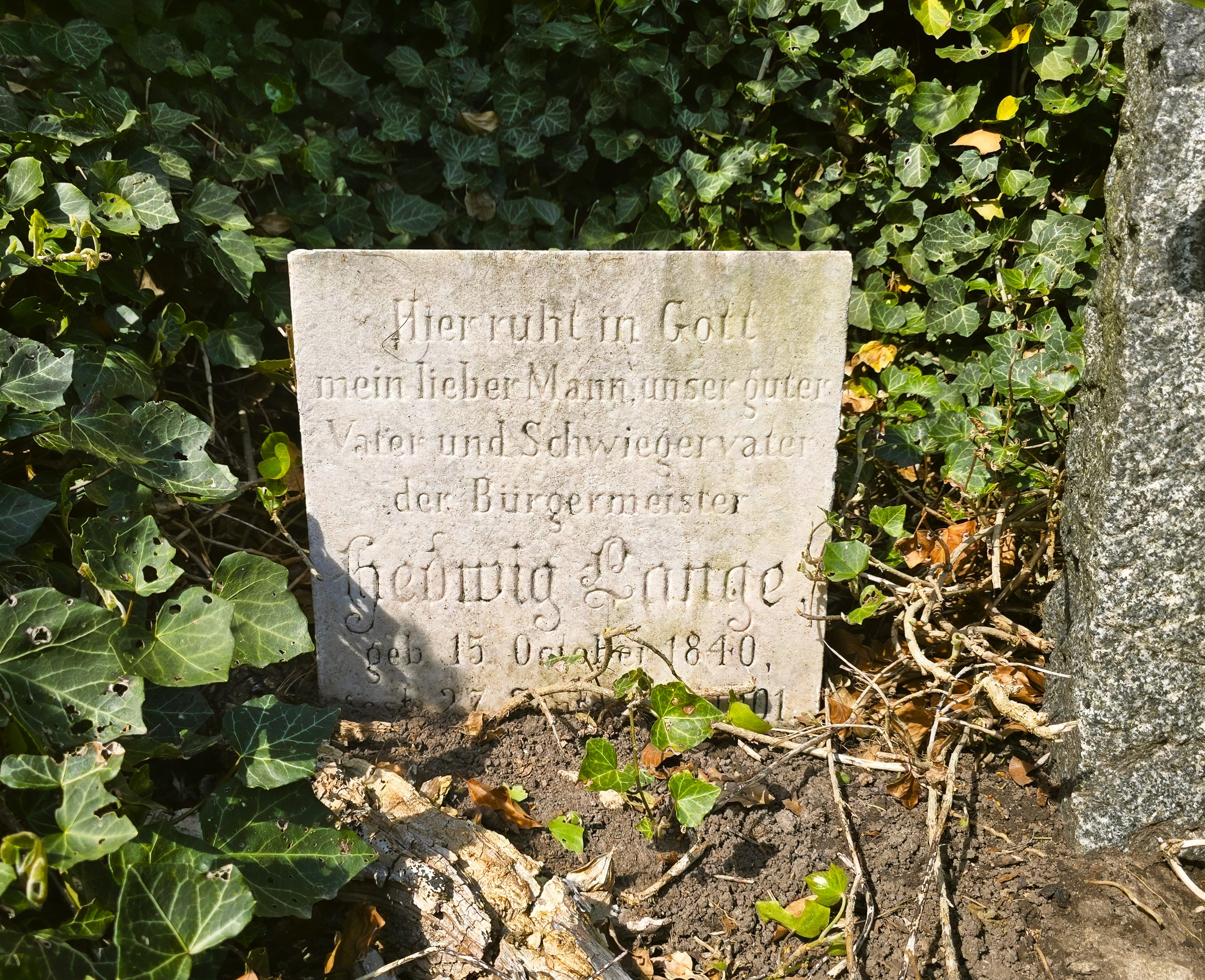
Grabstein Hedwig Lange auf dem Historischen Friedhof zu Sooden, Bad Sooden-Allendorf

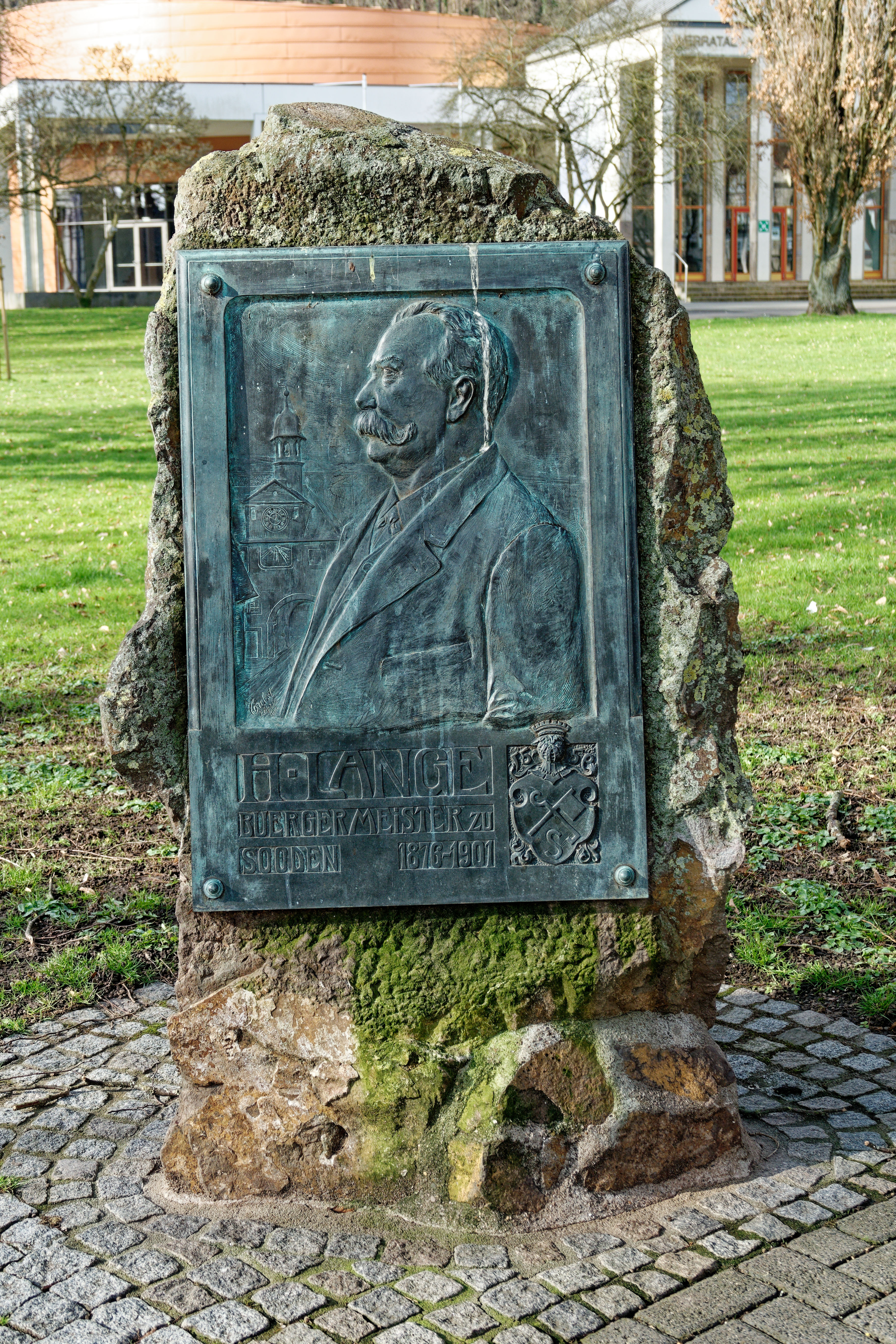
Lange-Denkmal im Kurpark von Bad Sooden-Allendorf

Hedwig (selten ein männlicher Vorname) Lange wurde als Sohn des Salzwiegers und Weißbinders Christian Lange und dessen Ehefrau Wilhelmine Antoinette Luckhardt geboren. Nach seiner Schulausbildung erlernte er das Weißbinderhandwerk und war als Weißbindermeister in seinem Heimatort tätig.
Er engagierte sich in der Kommunalpolitik und war 25 Jahre lang, von 1876 bis zu seinem Tod im Jahr 1901 Bürgermeister in Sooden, das heute ein Stadtteil von Bad Sooden-Allendorf ist. 
Lange gilt als Gründer des Heilbades in Sooden und trug maßgeblich zur Entwicklung des Ortes bei.
Von 1880 bis 1901 war Lange Mitglied des Kurhessischen Kommunallandtags des preußischen Regierungsbezirks Kassel und wurde aus dessen Mitte zum Abgeordneten des Provinziallandtages der Provinz Hessen-Nassau gewählt. In beiden Parlamenten blieb er bis zu seinem Tod aktiv und war unter anderem Mitglied des Hauptausschusses sowie des Legitimationsprüfungsausschusses.
Auch im kirchlichen und kulturellen Leben der Region war Lange engagiert: 1882 trat er dem Verein für hessische Geschichte und Landeskunde bei. Im Jahr 1894 wurde er als Abgeordneter der Diözese Eschwege Mitglied der Gesamtsynode für die evangelischen Kirchengemeinschaften im Bezirk des Konsistoriums Kassel.
Hedwig Lange starb am 27. September 1901 wenige Wochen vor Vollendung seines 61. Lebensjahres. Sein Grab befindet sich auf dem historischen Friedhof, wo sein Grab erhalten ist.

## Gedenken
Im Kurpark von Bad Sooden-Allendorf wurde ein Denkmal für Hedwig Lange errichtet. Auch der Hedwig-Lange-Weg in Bad Sooden erinnert an ihn.

## Familie
Hedwig Lange war zweimal verheiratet. Seine erste Ehe schloss er 1864 mit Sophie Elisabeth Stöber, die jedoch nach einem Ehejahr starb. Am 14. Oktober 1866 heiratete der junge Witwer Charlotte Kell. Aus dieser Ehe gingen zwischen 1868 und 1885 vier Töchter und ein Sohn hervor, der bereits im Kleinkindalter starb.